# Passieve immuniteit
Passieve immuniteit is een tijdelijke vorm van bescherming tegen ziekteverwekkers, die ontstaat door het direct inspuiten van antistoffen ('kunstmatige passieve immunisatie'), moedermelk of uitwisseling via de navelstreng ('natuurlijke passieve immunisatie'). Hierbij wordt een persoon of dier beschermd tegen de gevolgen van een infectie door de aangeleverde antistoffen (afweerstoffen) tegen de verwekker zonder dat de persoon deze zelf actief aangemaakt heeft.
Passieve immunisatie is een belangrijke behandelingsstrategie bij sommige acute infectieziekten. Het wordt overwogen wanneer er bij iemand een hoog infectierisico is en het lichaam onvoldoende tijd heeft om zijn eigen immuunrespons te ontwikkelen. Passieve immunisatie wordt meestal ingezet wanneer mensen zelf geen of moeilijk antilichamen kunnen aanmaken, maar wel zijn blootgesteld aan een ziekte waartegen ze geen immuniteit hebben.

## Passieve immuuntherapie
Passieve immunisatie wordt vaak toegepast als mensen op korte termijn bescherming nodig hebben tegen een bepaalde ziekteverwekker. Het duurt namelijk enige weken, voordat het lichaam door een vaccinatie genoeg afweer heeft opgebouwd tegen een ziekteverwekker. Het effect van deze afweerstoffen varieert van persoon tot persoon en van ziekte tot ziekte: ze kunnen besmetting voorkomen of voor snelle genezing zorgen, maar er kunnen ook restverschijnselen van de ziekte blijven, en bij sommige ziekten loopt de patiënt toch nog het risico om de gevolgen van een ziekte te ondervinden, ondanks de toediening van de antistoffen.
Passieve immunisatie heeft geen blijvend effect omdat de antistoffen langzaam uit het lichaam verdwijnen en na enkele maanden tot een jaar niet meer aantoonbaar zijn.  Bij het toepassen van passieve immuniteit maakt het lichaam deze stoffen niet zelf en zal dit ook niet gaan doen. Alleen inenting met een vaccin zorgt voor actieve immuniteit, waarbij het eigen afweersysteem geprikkeld wordt tot het maken van antistoffen, wat veel langer bescherming biedt.
Er wordt onderscheid gemaakt tussen selectieve passieve immunisatie (alleen de gewenste specifieke antistoffen worden gegeven) en aselectieve passieve immunisatie: de patiënt krijgt een cocktail van allerlei antistoffen waaronder de gewenste. Een voorbeeld van de eerste vorm is tetanus-immunoglobuline.

### Toepassingen
Passieve immunisatie is lang niet tegen elke ziekte mogelijk. Het is onder andere mogelijk tegen:
- het varicella-zostervirus - Kinderen met een verzwakte afweer (bijvoorbeeld leukemie-patiëntjes, of te vroeg geboren baby's) kunnen dodelijk ziek worden van het waterpokkenvirus (dat bij volwassenen ook gordelroos kan veroorzaken). Wanneer een dergelijk kind mogelijk in aanraking is gekomen met iemand die waterpokken of gordelroos heeft, worden deze antistoffen toegediend aan het kind ter bescherming.
- hepatitis A - Een vervelende infectie van de lever, waardoor iemand zich erg ziek voelt en geelzucht krijgt. Deze ziekte kwam vroeger ook veel in Nederland en België voor, maar is door een betere hygiëne zeldzaam geworden. Bij reizen naar bepaalde risicogebieden voor hepatitis A kan passieve immunisatie de reiziger gedurende enige tijd beschermen, zodat hij of zij niet ziek wordt bij blootstelling aan dit virus (bijvoorbeeld door het nuttigen van besmet eten of drinken). Tegen hepatitis A is ook een vaccinatie mogelijk, maar deze moet dan minimaal enige weken vóór de reis toegediend worden.
- hepatitis B - Het hepatitis B-virus veroorzaakt ook leverontsteking en geelzucht. In veel gevallen geneest deze weer, maar hepatitis B kán ernstige beschadigingen van de lever veroorzaken, waarbij de patiënt kan sterven of een levertransplantatie moet ondergaan. Wanneer iemand recentelijk besmet is met hepatitis B, kunnen toegediende afweerstoffen de ziekte mogelijk stoppen of milder laten verlopen. Tegen hepatitis B bestaat ook een vaccin, dat in Nederland aan risicogroepen en vanaf 2012 aan alle kinderen, en in België aan alle kinderen via het rijksvaccinatieprogramma wordt aangeboden.
- rabiës (hondsdolheid) - Een van de eerste dodelijke ziektes die via passieve immunisatie plotsklaps "te genezen" werd. Hondsdolheid wordt veroorzaakt door de beet van een besmette mens, hond, vos of vleermuis (het wordt overgebracht via het speeksel). De ziekte leidt tot ontsteking van de hersenen, waarbij het dier of de mens zich raar en agressief gaat gedragen, en waarbij men ook veel speeksel produceert ("schuim om de mond" bij dolle honden). Wanneer men snel genoeg na een beet van een dier dat mogelijk besmet is, zelf passief geïmmuniseerd wordt, ontwikkelt men de ziekte niet. Indien dit niet gebeurt, is de ziekte nog altijd dodelijk.
- tetanus - Tetanus is een dodelijke ziekte die opgelopen kan worden bij bijtwonden of bij wonden waarin straatvuil terechtgekomen is. De ziekte leidt tot zeer pijnlijke en uiteindelijk dodelijke spierverkrampingen. In het rijksvaccinatieprogramma wordt iedereen tegen deze ziekte ingeënt. Wanneer de laatste inenting (waarschijnlijk) meer dan tien jaar geleden is, moet iemand die een dergelijke verwonding heeft opgelopen echter afweerstoffen toegediend krijgen om het risico op tetanus te minimaliseren.
- COVID-19 - Voor de introductie van de coronavaccins raakte passieve immuuntherapie tegen COVID-19 in de belangstelling.[2] Grootschalige onderzoeken naar de effectiviteit ervan als standaardbehandeling gaven echter wisselende resultaten.[3]

## Productie van antistoffen
Deze afweerstoffen worden vaak gewonnen bij bloeddonors, die hiervoor vrijwillig bloedplasma afstaan. Uit dit bloedplasma worden vervolgens de gewenste antistoffen gewonnen. Vaak zijn deze donors zelf gevaccineerd tegen de betreffende ziekte (bijvoorbeeld in geval van hepatitis B en tetanus) en hebben zij daarom antistoffen in hun bloedplasma.